# 北大通り
北大通り（きたおおどおり）は、埼玉県戸田市にある道路の名称。

## 概要
始点は「笹目六丁目」交差点の先、川の橋との境目が始点となっている。そして山宮橋を渡った後、戸田市役所方面の市役所南通り支線（川口方面）と北大通り本線（蕨方面）と分岐（なお市役所南通りの終点はこの分岐点）し、終点は戸田市と蕨市の境が終点となっており、そこから先は富士見通り（境が始点）となっている。さらに国道17号を横断し、埼玉県道117号蕨停車場線、埼玉県道111号蕨桜町線へと続く道となっている。
またこの道路は、国道17号本線（中山道）と国道17号新大宮バイパス及び首都高速5号池袋線を結ぶ一つの道路となっている（ただ国道17号方面は北大通りと市役所南通り、どちらに分岐しても国道17号へ行くことができる）他、JR埼京線 戸田駅とJR京浜東北線 蕨駅を結ぶ道路にもなっている。

## 接続する道路
- 国道17号線：北大通り 交差点
- 西電話局通り：笹目三丁目 交差点
- 新曽つづじ通り：新曽新田 交差点
- 市役所南通り：戸田翔陽高校（南） 交差点

## 周辺施設
- JR東日本 東北本線（埼京線）戸田駅
- 戸田市福祉健康の杜
- 富士見公園

## 関連種目
- 新曽